# Jesper Nøddesbo
Jesper Nøddesbo (Herning, 1980. október 23. –) olimpiai bajnok dán válogatott kézilabdázó, jelenleg a Bjerringbro-Silkeborg játékosa.

## Pályafutása
Jesper Nøddesbo a dán Hauge GIF-nél kezdett kézilabdázni, innen került 1999-ben a Team Tvis Holstebróhoz. Öt szezont töltött ennél a csapatnál majd 2004-ben a KIF Kolding játékosa lett. Ezzel a csapattal kétszer nyert dán bajnokságot, és 2006-ban a dán bajnokság gólkirálya lett. 2007-ben igazolt az FC Barcelonához, ahol 10 szezont töltött el. Itt részese volt több spanyol bajnoki és kupagyőzelemnek, valamint két Bajnokok ligája győzelemnek. 2017 nyarán a dán bajnokság bronzérmeséhez, a Bjerringbro-Silkeborghoz igazolt.
A dán kézilabda-válogatottban 2001-ben mutatkozott be, nemzeti csapatával nyert már Európa-bajnokságot és olimpiát, és játszott világbajnoki döntőt is.

## Sikerei
- Olimpiai bajnok: 2016
- Világbajnokságon ezüstérmes: 2011, 2013
  - bronzérmes: 2007
- Európa-bajnokság győztese: 2008
  - ezüstérmes: 2014
  - bronzérmes: 2006